# استنلی ماتیوس
استنلی ماتیوس (به انگلیسی: Stanley Matthews) زادهٔ ۱ فوریه ۱۹۱۵ بازیکن فوتبال اهل انگلستان بود که سابقهٔ بازی در تیم ملی فوتبال انگلستان را در کارنامهٔ خود دارد. وی در تاریخ ۲۹ سپتامبر ۱۹۳۴ نخستین بازی ملی خود را در مقابل تیم ملی فوتبال ولز انجام داد و با حضور در ۵۴ بازی ملی، در تاریخ ۱۵ مه ۱۹۵۷ واپسین بازی ملی‌اش را در برابر تیم ملی فوتبال دانمارک برگزار کرد.
این بازیکن توانسته در بازی‌های ملی، ۱۱ گل به ثمر برساند. او اولین برنده توپ طلای اروپا است.